# Lisa Powell
Lisa Josephine Powell-Carruther (Sydney, 8 juli 1970) is een Australisch hockeyster. 
Tijdens de Wereldkampioenschap 1990 verloor Powell de finale van de Nederlandse ploeg.
In 1994 en 1998
Powell werd zowel in 1996 als in 2000 in eigen land olympisch kampioen.
Powell speelde bij de nationale ploeg jarenlang samen met haar zus Katrina.

## Erelijst
- 1989 –  Champions Trophy in Frankfurt
- 1990 –  Wereldkampioenschap in Sydney
- 1991 –  Champions Trophy in Berlijn
- 1992 – 5e Olympische Spelen in Barcelona
- 1993 –  Champions Trophy in Amstelveen
- 1994 –  Wereldkampioenschap in Dublin
- 1995 –  Champions Trophy in Mar del Plata
- 1996 –  Olympische Spelen in Atlanta
- 1997 –  Champions Trophy in Berlijn
- 1998 –  Wereldkampioenschap in Utrecht
- 1999 –  Champions Trophy in Brisbane
- 2000 –  Champions Trophy in Amstelveen
- 2000 –  Olympische Spelen in Sydney